# Zbogom oružje (roman)
„Zbogom oružje” (енгл. A Farewell to Arms) roman je američkog književnika Ernesta Hemingveja objavljen 1929. godine. Radnja je smeštena na italijanskom frontu tokom Prvog svetskog rata. Napisana je u prvom licu i opisuje doživljaje Frederika Henrija, Amerikanca koji služi kao bolničar u italijanskoj vojsci. Središnji zaplet odigrava se oko ljubavne veze glavnog junaka i Ketrin Barkli. Naslov je preuzet iz pesme Džordža Pila, engleskog dramaturga iz šesnaestog veka. Ovaj roman je učvrstilo Hemingvejev status modernog američkog pisca. Ujedno je postao i njegov prvi bestseler.

## Rezime radnje
Roman je podeljen na pet knjiga.U prvoj knjizi, Frederika Henrija, koji je američki bolničar i koji služi u italijanskoj vojsci, dobar prijatelj, cimer i hirurg Rinaldi, upoznaje sa Ketrin Barkli, engleskom medicinskom sestrom. Frederik uspeva da je zavede i njihova veza otpočinje. On u početku ne želi ozbiljnu vezu ali njegova osećanja prema Ketrin polako počinju da rastu.Na italijanskom frontu Frederik biva ranjen minom i poslat je u bolnicu u Milano, gde je takođe poslata i Ketrin.
	Druga knjiga opisuje kako se razvija veza između Frederika i Ketrin pošto provode dosta vreme zajedno u Milanu tokom leta. Frederik i Ketrin se zaljubljuju dok se on polako oporavlja. Nakon oporavka Frederiku je dijagnostikovana žutica ali on ubrzo biva izbačen iz bolnice i poslat nazad na front nakon što je otkriven da konzumira alkohol. U trenutku kada je poslat nazad, Ketrin je u trećem mesecu trudnoće.
	U trećoj knjizi, Frederik se vraća svojoj jedinici i ubrzo otkriva da je njihov moral izuzetno opao. Ubrzo nakon toga Austrijanci probijaju italijanske linije u bici kod Kobarida, i Italijani se povlače. Zbog sporog i pomahnitalog povlačenja, Frederik i njegovi ljudi skreću sa puta, ubrzo se gube i iznerviran Frederik ubija vojnika zbog neposlušnosti. Nakon što pronalaze put za povlačenje, Frederik je odveden u policiju gde su oficiri ispitivani i ubijani zbog „izdaje“koja je navodno dovela to poraza Italijana. Međutim, Frederik shvata da su svi koji su ispitani ubijeni i zato beži skačući u reku. Upućuje se ka Milanu da pronađe Ketrin ali saznaje da je premeštena u Strezu.
	U četvrtoj knjizi, Ketrin i Frederik se ponovo sreću i provode neko vreme u Strezi pre nego što Frederik saznaje da će uskoro biti uhapšen. On i Ketrin odlučuju da pobegnu čamcem u Švajcarsku. Nakon ispitivanja švajcarskih vlasti dozvoljeno im je da ostanu u Švajcarskoj.
	U poslednjoj knjizi, Frederik i Ketrin žive spokojan život u planinama dok se ona ne porodi. Nakon dugog i bolnog porođaja, njihov sin je mtrvorođen. Ketrin počinje da krvari i ubrzo umire, ostavljajući Fredrika da se vrati u hotel po kiši.

## Pozadina i istorija publikacija
Roman je zasnovan na ličnom iskustvu autora, koji se u Prvom svetskom ratu borio na italijanskom frontu . Inspiracija za Ketrin Barkli bila je Agnes von Kurowsky, medicinska sestra koja se brinula o Hemingveju u Milanu nakon što je bio ranjen. Planirao je da je oženi, ali odbila ga je kada se vratio u Ameriku.
Međutim, biograf Majkl Rejnolds (Michael Reynolds) je rekao da Hemingvej nije učestvovao u bitkama koje je opisao, jer je njegov prethodni roman Sunce se ponovo rađa (eng.: The Sun Also Rises) napisan kao roman sa ključem te su čitaoci pretpostavili da je Zbogom oružje autobiografski roman. Pisanje romana započeo je dok je provodio vreme na ranču Vilisa M. Spira (eng.: Willis M. Spear) u Big Hornu, u Vajomingu (eng.: Big Horn, Wyoming).
Neki delovi romana napisani su u Pigotu, u  Arkanzasu (eng.: Piggott, Arkansas) u kući njegove tadašnje žene Polin Fajfer (eng.: Pauline Pfeiffer) i u Mišon Hilsu, u Kanzasu (eng.:Mission Hills, Kansas) dok je ona bila trudna. Polina je bila podvrgnuta carskom rezu dok je Hemingvej pisao scenu o porođaju Ketrin Barkli.
	Roman je prvi put izašao u nastavcima u časopisu Skribner (Scribner's Magazine) u izdanjima od maja 1929. do oktobra 1929.godine. Knjiga je objavljena u septembru 1929, u tiražu od 31.000 primeraka. Uspeh romana Zbogom oružje omogućio je Hemingveju finansijsku nezavisnost.

### Adaptacije
Roman je 1930. adaptiran za pozorište , godine 1932. i 1957.godine su po njemu snimljeni filmovi, a 1966.i televizijska mini-serija. Godine 1996, u filmu U ljubavi i ratu (eng.: In love and War), u režiji Ričarda Atenbora (eng.:Richard Attenborough), i u kom glavne uloge igraju Kris O'Donel (eng.:Chris O'Donnell) i Sandra Bulok (eng.:Sandra Bullock) opisuje Hemingvejev život u Italiji kao vozača hitne pomoći i događaje pre pisanja romana Zbogom oružje.

## Spoljašnje veze
- Zbogom oružje на сајту Фејдид пејџ Канада

- Zbogom oružje на веб-сајту